# Sonoraphlyctidaceae
Sonoraphlyctidaceae är en familj av svampar. Sonoraphlyctidaceae ingår i ordningen Rhizophlyctidales, klassen Chytridiomycetes, divisionen pisksvampar och riket svampar.
| Sonoraphlyctidaceae | \| \| Sonoraphlyctis \| \| \| \| |
|                     | \| \| Sonoraphlyctis \| \| \| \| |
|                     | Borealophlyctidaceae             |
|                     |                                  |
|                     | Arizonaphlyctidaceae             |
|                     |                                  |
|                     | Sonoraphlyctis                   |
|                     |                                  |

|  | Sonoraphlyctis |
|  |                |